# 诺顿雪沟

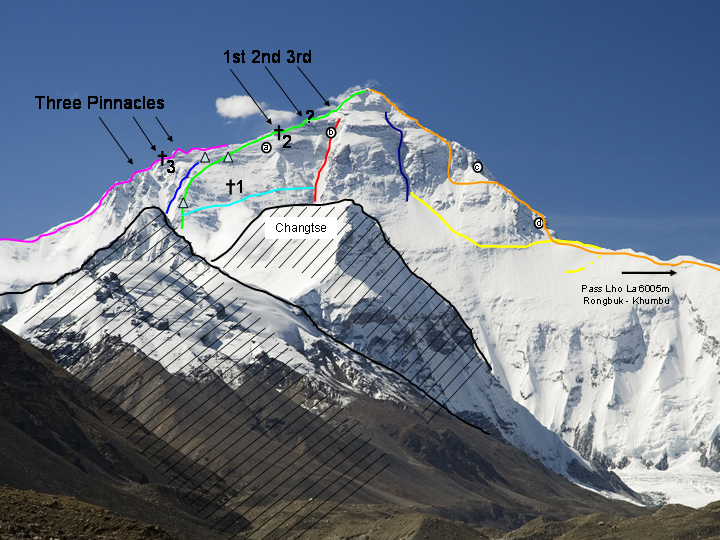
珠穆朗玛峰北壁概览图：部分攀登路线与重要地点。

诺顿雪沟（英語：Norton Couloir），或称大雪沟，是西藏境内珠穆朗玛峰北坡一处高海拔、高落差的峡谷，确切位置在「金字塔」（珠峰第三台阶至峰顶的部分，远远望去形状像金字塔）顶端的东侧，距峰顶的落差距离仅有260米（800-900英尺）左右。
诺顿雪沟与峰顶西侧的洪賓雪溝遥遥相对。
| 绿线   | 常规路线，大致与1924年马洛里攀登的路线重叠，当时其在7700米和8300米处宿营，如今的8300米营地多少会更偏西一些（两个三角形区域）。 |
| 红线   | 大雪沟，或称为诺顿雪沟。 |
| 浅蓝线 | 1980年梅斯纳尔横向穿越路线；1924年诺顿经过的北坡路线位于图中浅蓝线与绿线之间，最终到达b处折返。                                |
| b)     | 大雪沟西面某处，爱德华·菲利克斯·诺顿于1924年攀升到这里后折返。                                                                 |

## 名称由来
这一陡深的峡谷得名于爱德华·菲利克斯·诺顿，他是1924年英国探险队副领队兼登山队长。当攀升到海拔约8572米高度后，他所身处的是一个地势险峻，且悬崖一侧似乎深不可测的雪沟地形，这阻碍了他试图在1924年6月4日登顶。他被迫折返，避免了翻越北坡时在山脊中遭受暴风雪之灾，为了纪念它，人们把当年诺顿攀登至这里的山谷以他的名字命名。